# Consistório Ordinário Público de 1994
Anunciado em 30 de outubro de 1994, em 26 de novembro de 1994 o Papa João Paulo II criou trinta novos cardeais, dos quais vinte e quatro eleitores:

## Cardeais Eleitores
| Nº                     | País                 | Nome                                                           | Idade              | Cargo                                                                          | Título ou Diaconia                                                                        |
| Cardeais eleitores     | Cardeais eleitores   | Cardeais eleitores                                             | Cardeais eleitores | Cardeais eleitores                                                             | Cardeais eleitores                                                                        |
| ---------------------- | -------------------- | -------------------------------------------------------------- | ------------------ | ------------------------------------------------------------------------------ | ----------------------------------------------------------------------------------------- |
| 1                      | Líbano               | Nasrallah Pierre Sfeir †                                       | 74                 | patriarca de Antioquia dos Maronitas                                           | Cardeal-bispo                                                                             |
| 2                      | República Checa      | Miloslav Vlk †                                                 | 62                 | arcebispo de Praga                                                             | Cardeal-presbítero de Santa Cruz em Jerusalém                                             |
| 3                      | Itália               | Luigi Poggi †                                                  | 77                 | pró-bibliotecário da Santa Igreja Romana                                       | Cardeal-diácono de Santa Maria em Domnica                                                 |
| 4                      | Japão                | Peter Seiichi Shirayanagi †                                    | 66                 | arcebispo de Tóquio                                                            | Cardeal-presbítero de Santa Emerenciana em Tor Fiorenza                                   |
| 5                      | Itália               | Vincenzo Fagiolo †                                             | 76                 | presidente do Pontifício Conselho para a Interpretação dos Textos Legislativos | Cardeal-diácono de São Teodoro                                                            |
| 6                      | Itália               | Carlo Furno †                                                  | 72                 | núncio apostólico na Itália                                                    | Cardeal-diácono de Sagrado Coração do Cristo Rei                                          |
| 7                      | Chile                | Carlos Oviedo Cavada, O. de M. †                               | 67                 | arcebispo de Santiago do Chile                                                 | Cardeal-presbítero de Santa Maria da Scala                                                |
| 8                      | Escócia              | Thomas Joseph Winning †                                        | 69                 | arcebispo de Glasgow                                                           | Cardeal-presbítero de Santo André do Fratte                                               |
| 9                      | México               | Adolfo Antonio Suárez Rivera †                                 | 67                 | arcebispo de Monterrey                                                         | Cardeal-presbítero de Nossa Senhora de Guadalupe no Monte Mario                           |
| 10                     | Cuba                 | Jaime Lucas Ortega y Alamino †                                 | 58                 | arcebispo de San Cristóbal de la Habana                                        | Cardeal-presbítero de Santos Áquila e Priscila                                            |
| 11                     | Indonésia            | Julius Riyadi Darmaatmadja, S.J.                               | 59                 | arcebispo de Semarang                                                          | Cardeal-presbítero de Sagrado Coração de Maria                                            |
| 12                     | Bélgica              | Jan Pieter Schotte, C.I.C.M. †                                 | 66                 | secretário geral do Sínodo dos Bispos                                          | Cardeal-diácono de São Juliano dos Flamengos                                              |
| 13                     | França               | Pierre Étienne Louis Eyt †                                     | 60                 | arcebispo de Bordeaux                                                          | Cardeal-presbítero de Santíssima Trindade no Monte Pincio                                 |
| 14                     | Suíça                | Gilberto Agustoni †                                            | 72                 | pró-prefeito da Assinatura Apostólica                                          | Cardeal-diácono de Santos Urbano e Lourenço na Prima Porta                                |
| 15                     | Uganda               | Emmanuel Wamala                                                | 67                 | arcebispo de Kampala                                                           | Cardeal-presbítero de Santo Hugo                                                          |
| 16                     | Estados Unidos       | William Henry Keeler †                                         | 63                 | arcebispo de Baltimore                                                         | Cardeal-presbítero de Santa Maria dos Anjos                                               |
| 17                     | Peru                 | Augusto Vargas Alzamora, S.J.†                                 | 72                 | arcebispo de Lima                                                              | Cardeal-presbítero de São Roberto Belarmino                                               |
| 18                     | Canadá               | Jean-Claude Turcotte †                                         | 58                 | arcebispo de Montréal                                                          | Cardeal-presbítero de Nossa Senhora do Santíssimo Sacramento e Santos Mártires Canadenses |
| 19                     | Espanha              | Ricard Maria Carles i Gordó †                                  | 68                 | arcebispo de Barcelona                                                         | Cardeal-presbítero de Santa Maria Consoladora em Tiburtino                                |
| 20                     | Estados Unidos       | Adam Joseph Maida                                              | 64                 | arcebispo de Detroit                                                           | Cardeal-presbítero de Santos Vital, Valéria, Gervásio e Protásio                          |
| 21                     | Bósnia e Herzegovina | Vinko Puljić                                                   | 49                 | arcebispo de Sarajevo                                                          | Cardeal-presbítero de Santa Clara em Vigna Clara                                          |
| 22                     | Madagáscar           | Armand Gaétan Razafindratandra †                               | 69                 | arcebispo de Antananarivo                                                      | Cardeal-presbítero de Santos Silvestre e Martinho nos Montes                              |
| 23                     | Vietname             | Paul Joseph Pham Ðình Tung †                                   | 75                 | arcebispo de Hà Nôi                                                            | Cardeal-presbítero de Santa Maria "Rainha da Paz" em Ostia Mare                           |
| 24                     | México               | Juan Sandoval Íñiguez                                          | 61                 | arcebispo de Guadalajara                                                       | Cardeal-presbítero de Nossa Senhora de Guadalupe e São Filipe Mártir na Via Aurelia       |
| Cardeais não-eleitores |                      |                                                                |                    |                                                                                |                                                                                           |
| 25                     | Equador              | Bernardino Carlos Guillermo Honorato Echeverría Ruiz, O.F.M. † | 82                 | arcebispo de Guayaquil                                                         | Cardeal-presbítero de Santos Nereu e Aquileu                                              |
| 26                     | Bielorrússia         | Kazimierz Świątek †                                            | 80                 | arcebispo de Minsk-Mahilëŭ                                                     | Cardeal-presbítero de São Geraldo Magela                                                  |
| 27                     | Itália               | Ersilio Tonini †                                               | 80                 | arcebispo emérito de Ravena-Cervia                                             | Cardeal-presbítero de Santíssimo Redentor em Val Melaina                                  |
| 28                     | Albânia              | Mikel Koliqi †                                                 | 92                 | presbítero da arquidiocese de Scutari                                          | Cardeal-diácono de Todos os Santos na Via Appia Nuova                                     |
| 29                     | França               | Yves-Marie-Joseph Congar, O.P. †                               | 90                 | Presbítero da Ordem dos Pregadores                                             | Cardeal-diácono de São Sebastião no Palatino                                              |
| 30                     | Alemanha             | Alois Grillmeier, S.J. †                                       | 84                 | Presbítero de Companhia de Jesus                                               | Cardeal-diácono de São Nicolau no Cárcere                                                 |